# KAI KT-1

Le KAI KT-1 Woongbi (Coréen: KT-1 웅비) est un avion d'entrainement et d'attaque au sol léger (KA-1) sud-coréen en service depuis 2001.

## Historique

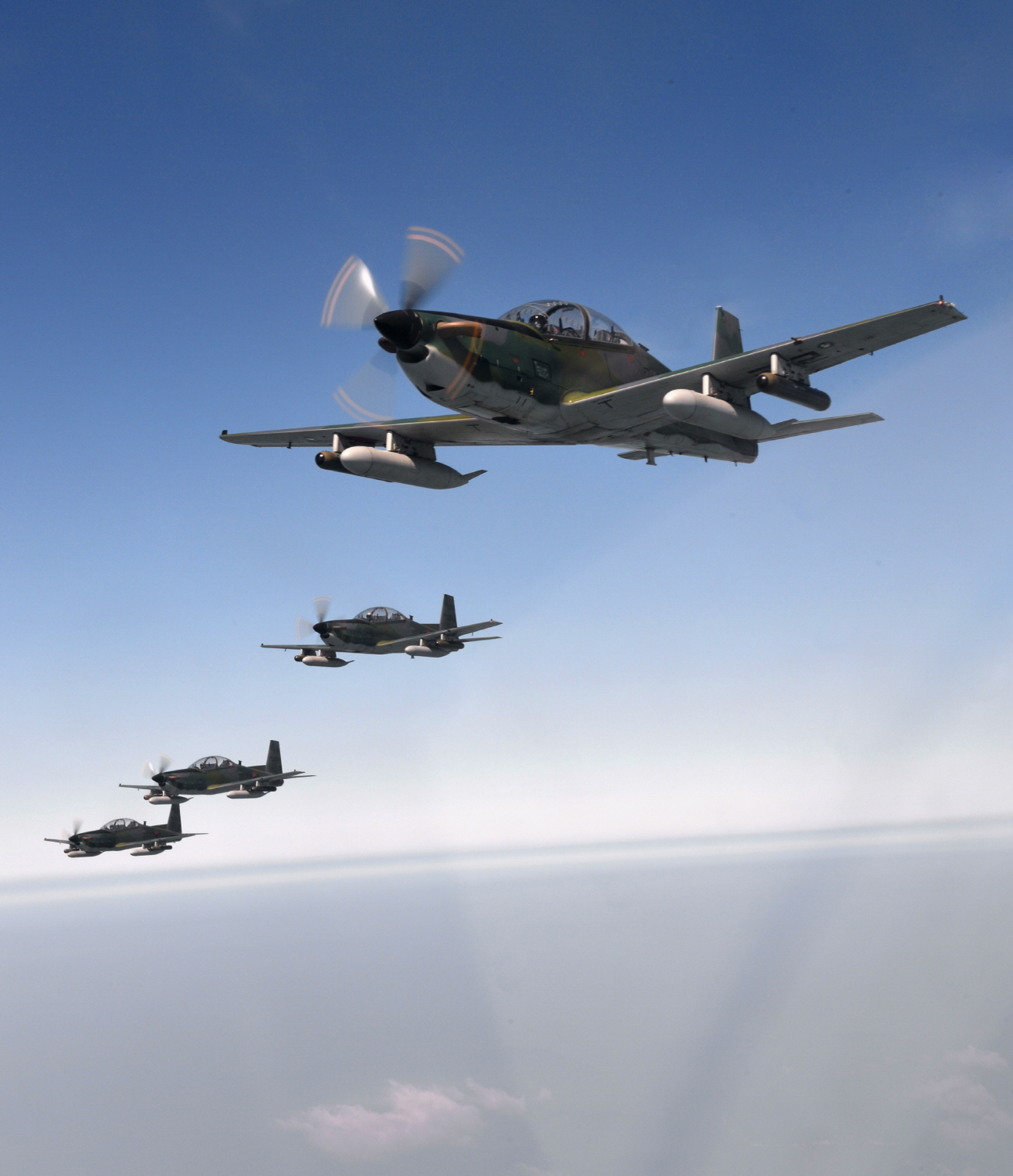
Des KA-1 en 2010, version armée, de la 8e escadre de chasse sud-coréenne basé à l'aéroport de Wonju.

Développé à partir de 1988 par la Agency for Defense Development (en) et Korea Aerospace Industries, le premier des neufs prototypes KTX-1 Yeo-myung effectue son premier vol le 12 décembre. En 1995, l'avion est officiellement baptisé « Woongbi ». En 1998, il a été annoncé que le dernier vol d'essai avait été effectué. La production de la version de série début en 1999 et il rentre en service en 2000.

## Caractéristiques

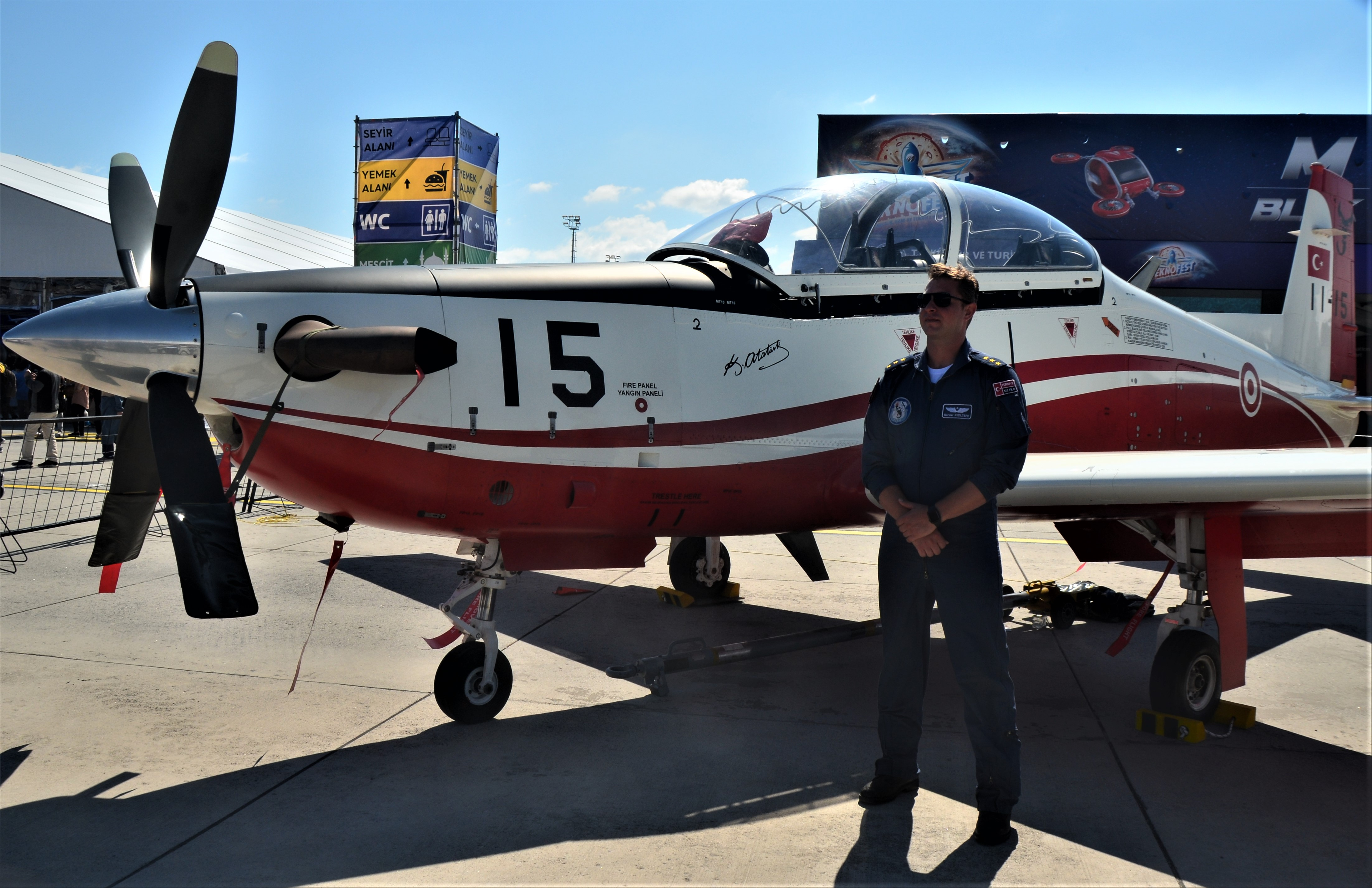
Un KT-1T de la force aérienne turque en 2011.

Son avionique évolue avec les décennies. Le KT-1 peut être équipé d'un cockpit analogique ou doté d’écrans Electronic flight instrument system. Certaines variantes disposent d'une avionique et de systèmes supplémentaires, tels qu'un cockpit compatible avec des lunettes de vision nocturne (NVG), un affichage tête haute (HUD), des écrans multifonctions (MFD), un système de navigation GPS / inertielle, un ordinateur de mission, un système de génération d'oxygène embarqué, un système de contrôle environnemental à cycle de vapeur et des commandes compatibles avec les manettes des gaz et le manche (HOTAS). L'avionique est fournie par diverses sociétés étrangères, dont Elbit, Flight Vision et Thales.
Pour les missions d'attaque légère, l'avion peut transporter différents types de paniers de mitrailleuses, canons, de bombes, de roquettes et de missiles en fonction des besoins de l'opérateur. D'autres équipements peuvent inclure des réservoirs de carburant externes, un capteur d'Imagerie infrarouge frontale (FLIR) monté au centre et un télémètre laser. 
Il est employé également pour la chasse aux drones en Corée du Sud, un appareil est perdu accidentellement durant une de ces missions le 26 décembre 2022.

## Opérateurs
- Corée du Sud : Force aérienne de la république de Corée, 85 avions d’entrainement et 20 d'attaque au sol livrés à partir de 2000.
- Indonésie : Armée de l'air indonésienne, 20 KA-1B, nommé localement Woong Bee, livré à partir de 2003[4].
- Pérou : Force aérienne du Pérou , 10 KT-1P et 10 KA-1P nommé localement Torito, livraison terminé en novembre 2016
- Sénégal : Armée de l'air sénégalaise, 4 KT-1S livrés à partir du 3 avril 2020[5].
- Turquie : Armée de l'air turque, contrat remporté en 2007, 40 KT-1T livrés à partir de 2010[6].